# صفحه سومالی
صفحه سومالی (انگلیسی: Somali Plate) یک صفحه زمین‌ساختی فرعی است که در نیم‌کره شرقی بر روی خط استوا قرار دارد.

## زمین‌شناسی
صفحه سومالی بین ۶۰ تا ۱۰ میلیون سال پیش بر اثر کافتی‌شدن صفحه آفریقا در امتداد کافت شرقی آفریقا تشکیل شد. به دلیل تقسیم کافت شرقی آفریقا به دو صفحه، گاهی صفحه آفریقا که در غرب این کافت قرار دارد، به نام صفحه نوبی‌ها نیز خوانده می‌شود.
صفحه سومالی از سمت غرب با کافت شرقی آفریقا محدود می‌شود که از محل مثلث عفار به سمت جنوب کشیده شده و امتداد کافتی آن در زیر دریا به سمت جنوب ادامه دارد. پشته عدن در امتداد ساحل عربستان سعودی مرز شمالی این صفحه است. مرز شرقی صفحه سومالی نیز پشته میانی اقیانوس هند‌ است که بخش شمالی آن به نام پشته کارلسبرگ شناخته می‌شود. پشته جنوب‌غربی اقیانوس هند مرز جنوبی صفحه سومالی محسوب می‌شود.
سن‌سنجی آتشفشان‌های جزایر کومورو و آتشفشان‌های شمال ماداگاسکار نشان‌دهنده حرکت به سمت شرق بر روی یک تفتگاه به میزان تقریبی ۴۵ میلی‌متر در سال است.